# Kieran Reilly
Kieran Darren David Reilly (Newcastle upon Tyne, 12 de julio de 2001) es un deportista británico que compite en ciclismo en la modalidad de BMX estilo libre.
Participó en los Juegos Olímpicos de París 2024, obteniendo una medalla de plata en la prueba de parque.
Ganó una medalla de oro en el Campeonato Mundial de Ciclismo Urbano de 2023, una medalla de oro en los Juegos Europeos de Cracovia 2023 y dos medallas en el Campeonato Europeo de Ciclismo BMX Estilo Libre, en los años 2022 y 2024.
Adicionalmente, consiguió dos medallas en los X Games.

## Palmarés internacional
| Juegos Olímpicos   | Juegos Olímpicos      | Juegos Olímpicos | Juegos Olímpicos |
| Año                | Lugar                 | Medalla          | Competición      |
| ------------------ | --------------------- | ---------------- | ---------------- |
| 2024               | París (Francia)       | Medalla de plata | Parque           |
| Campeonato Mundial |                       |                  |                  |
| Año                | Lugar                 | Medalla          | Competición      |
| 2023               | Glasgow (Reino Unido) | Medalla de oro   | Parque           |
| Juegos Europeos    |                       |                  |                  |
| Año                | Lugar                 | Medalla          | Competición      |
| 2023               | Krzeszowice (Polonia) | Medalla de oro   | Parque           |
| Campeonato Europeo |                       |                  |                  |
| Año                | Lugar                 | Medalla          | Competición      |
| 2022               | Múnich (Alemania)     | Medalla de plata | Parque           |
| 2024               | Cadenazzo (Suiza)     | Medalla de oro   | Parque           |

| X Games de Verano | X Games de Verano           | X Games de Verano | X Games de Verano    |
| Año               | Lugar                       | Medalla           | Prueba               |
| ----------------- | --------------------------- | ----------------- | -------------------- |
| 2023              | Chiba (Japón)               | Medalla de bronce | Mejor truco          |
| 2023              | California (Estados Unidos) | Medalla de plata  | Parque – Mejor truco |